# Charles S. Deneen
Charles Samuel Deneen, född 4 maj 1863 i Edwardsville, Illinois, död 5 februari 1940 i Chicago, Illinois, var en amerikansk republikansk politiker. Han var guvernör i delstaten Illinois 1905–1913 och representerade Illinois i USA:s senat 1925–1931.
Deneen avlade 1882 grundexamen vid McKendree College. Han avlade senare juristexamen vid Union College of Law (numera Northwestern University). Han var 1892 ledamot av Illinois House of Representatives, underhuset i delstatens lagstiftande församling.
Efter två mandatperioder som guvernör kandiderade Deneen till en tredje mandatperiod men blev inte omvald den gången. Han blev 1924 invald i USA:s senat. Deneen inledde sitt arbete i senaten några dagar i förtid. Företrädaren och partikamraten Joseph Medill McCormick, som Deneen hade besegrat i föregående års primärval, begick självmord i februari 1925. Annars skulle Deneen ha tillträtt som senator i början av mars 1925 men han blev i den situationen utnämnd även till återstoden av McCormicks mandatperiod.
Deneen är begravd på Oak Woods Cemetery i Chicago.